# 威廉指標
威廉指標（英語：Williams %R）或簡稱，是由美國作家、股市投資家拉里·威廉斯在1973年出版的《我如何賺得一百萬》（一書中首先發表，這個指標是一個振盪指標，是依股價的擺動點來度量股票／指數是否處於超買或超賣的現象。它衡量多空雙方創出的峰值（最高價）距每天收市價的距離與一定時間內（如7天、14天、28天等）的股價波動範圍的比例，以提供出股市趨勢反轉的訊號。

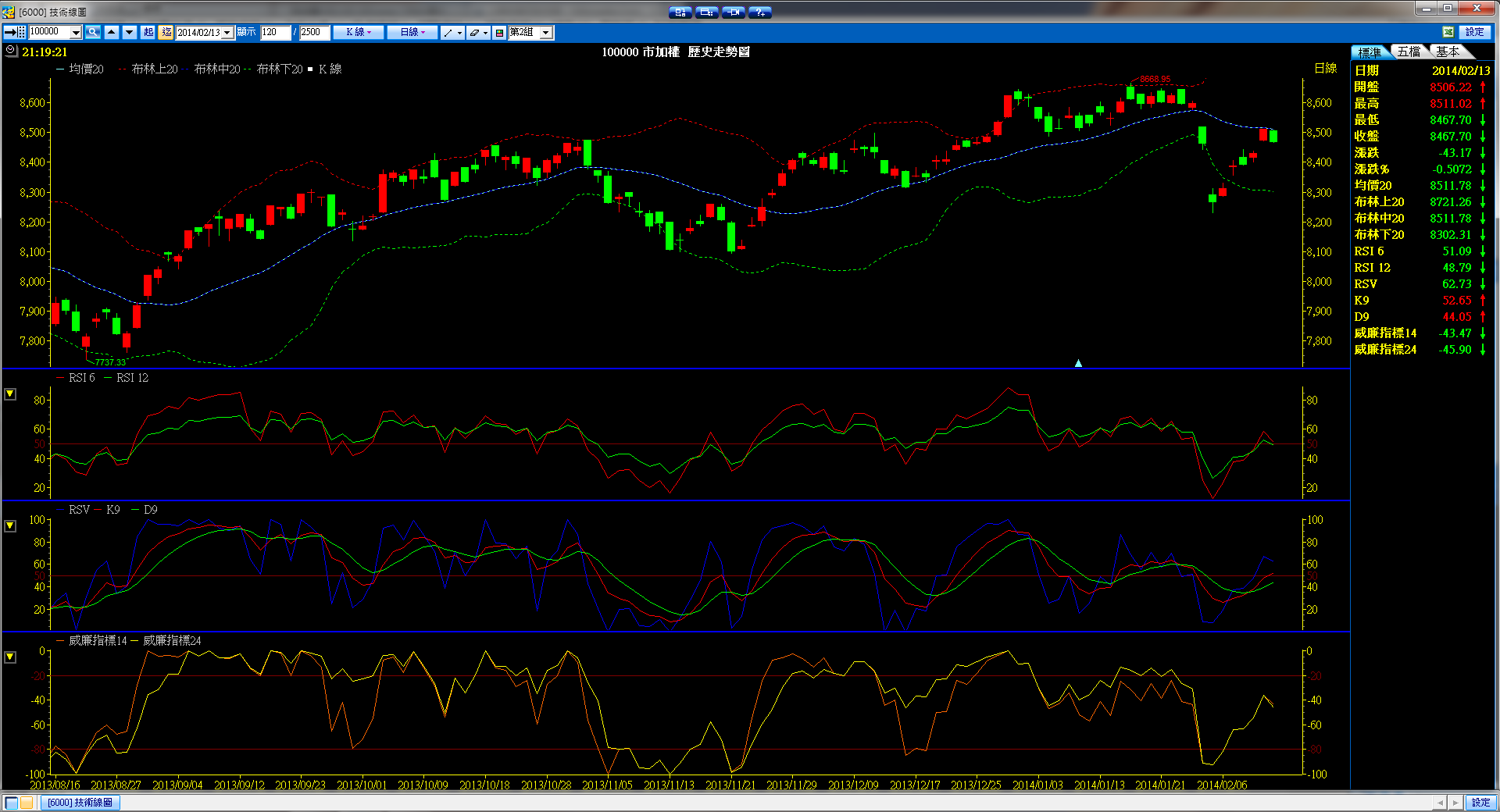
台股加權指數技術線圖：
上圖為日K線和布林帶；下圖依序為RSI，KD（同時呈現RSV）和W%R。

## 計算公式
{\displaystyle W\%R={\frac {H_{n}-C_{n}}{H_{n}-L_{n}}}\times 100\%}
【註】
1. {\displaystyle n}：是交易者設定的交易期間（常用為14天）；
2. {\displaystyle {\begin{smallmatrix}C_{n}\end{smallmatrix}}}：第n日的最新收盤價；
3. {\displaystyle {\begin{smallmatrix}H_{n}\end{smallmatrix}}}：是過去n日內的最高價（如14天的最高價）；
4. {\displaystyle {\begin{smallmatrix}L_{n}\end{smallmatrix}}}：是過去n日內的最低價（如14天的最低價）。

W%R是用百分比來計算，結果是介乎於0%至100%，如果在指定窗口內收盤價越接近最高價的水平（超買），結果越接近零，收盤價越接近最低價（超賣），結果越接近100%，在線形的呈現上與其他技術指標相反（如：KD、RSI），一般會乘上（-1）以符合線形上揚為超買、下跌為超賣的認知。或直接改變公式的計算方式：
{\displaystyle W\%R={\frac {C_{n}-H_{n}}{H_{n}-L_{n}}}\times 100\%}

## 使用原則
當威廉指數的值越小，市場越處買方主導，相反越接近零，市場由賣方主導，一般來說超過-20%的水平會視為超買（Overbought）的訊號，而-80%以下則被視為超賣（Oversold）訊號，但請務必記住，超買並不一定意味著一定是出貨的時間，而超賣並不一定意味著是入市的時間。判斷買入點除了利用W%R外，最好同時判斷趨勢是否同時逆轉。對於威廉指數一般來說如果時間窗口設定比較少，指標比較敏感，容易有虛假信號，但卻可以為當日沖銷交易的交易者提供訊號，對於中長線的交易者最好選擇更大的時間窗口設定（如28天）。
在應用W%R時，一般來說是依據以下原則：
1. 在W%R線達低於-80%時，市場處於超賣狀況（在相對的時間窗口），股價隨時可能出現見底。因此-80%的水平橫線稱為之買進線，投資者在此可以在此伺機買入，相反，當W%R線達到-20%時，市場處於超買狀況，走勢可能即將見頂，-20%的橫線被稱為賣出線。
2. 當W%R由下方的超賣區向上爬而穿過中軸-50%時，表示開始轉勢，由弱變強，相反由超買區向下跌落，跌破-50%中軸線後，可確認強市轉弱，是賣出的訊號。

## 與KD指標的關係
W%R（威廉指標）和KD指標（随机指标）計算基礎的RSV（Raw Stochastic Value，未成熟隨機值），有著互補關係。RSV以買方力道來衡量；W%R以賣方力量來衡量，兩者有著一體兩面的互補關係，二值範圍均界於0%~100%，RSV + W%R = 100%。

## 附註
1. ↑  《How I made one million dollars last year trading commodities》Larry R. Williams著 ISBN 0-930233-10-7
2. ↑  .   [2012-04-04]. （原始内容存档于2019-06-29）.
3. ↑  .   [2012-04-04]. （原始内容存档于2019-06-18）.

## 外部連結
- 金融小百科 - 威廉 R 指標 （页面存档备份，存于）（繁體中文）
- William %R （页面存档备份，存于）（英文）